# Misophonie
Misophonie (von griechisch μῖσος misos ‚Hass‘ und φωνή phonḗ ‚Geräusch‘), wörtlich „Hass auf Geräusche“, ist eine Form der verminderten Geräuschtoleranz gegenüber bestimmten Geräuschen. Eine Klassifizierung nach ICD-10 oder DSM-5 besteht nicht.
Der Begriff „Misophonie“ wurde Anfang des 21. Jahrhunderts durch die US-amerikanischen Neurowissenschaftler Pawel und Margaret Jastreboff geprägt. Ein häufig verwendetes Synonym ist selective sound sensitivity syndrome, auf Deutsch etwa „Selektives Geräuschempfindlichkeits-Syndrom“. Obwohl diese Bezeichnung als die wissenschaftlich exaktere der beiden erscheint, setzte sich der Begriff der Misophonie in der Forschung durch. Stimuli, die die beschriebenen Reaktionen hervorrufen, werden als Trigger bzw. Triggergeräusche bezeichnet.

## Abgrenzung

Abb. 1. Einordnung der Misophonie im Zusammenhang mit verwandten Konstrukten.

Geräuschintoleranz ist ein heterogenes Konstrukt, das in unterschiedlicher Weise definiert wird. Eine typische Unterteilung findet zwischen Hyperakusis und Misophonie innerhalb der Geräuschintoleranz statt. Oftmals werden jedoch auch andere klinische Krankheitsbilder als Geräuschintoleranz definiert; die Trennschärfe der Definitionen ist bislang gering und daher kommt es teils zu uneinheitlichen Bezeichnungen. Eine der wichtigsten Differenzierungen ist daher innerhalb der Geräuschintoleranz zwischen Misophonie und Hyperakusis vorzunehmen. So unterscheiden sich diese grundlegend hinsichtlich der physischen Eigenschaften, der Bedeutung und des Kontextes bestimmter Geräusche. Im Gegensatz zu der krankhaften Überempfindlichkeit gegenüber Schall (Hyperakusis) betrifft Misophonie nur bestimmte Geräusche, die unabhängig von Lautstärke oder physischer Konstitution als belastend wahrgenommen werden. Misophonie beinhaltet darüber hinaus aversive Reaktionen, abhängig von der subjektiven Geräuschbedeutung oder dem Kontext.
Einige Forscher ordnen Phonophobie (Angst vor Geräuschen) der Misophonie zu, mit der Spezifizierung, dass Angst die prädominante Emotion als Reaktion auf distinkte Geräusche ist.
Darüber hinaus werden Überschneidungen mit Störungen der Sinnesverarbeitung gesehen. Aufgrund der noch geringen Validität dieses Konzeptes ist es jedoch schwer, diesen Zusammenhang systematisch zu belegen. Forscher gehen insbesondere von Zusammenhängen mit dem Subtyp sensorische Überreaktivität aus. Die Autoren definieren dieses Syndrom als das Erleben natürlicherweise nicht schädlicher Sinneseindrücke schneller und anhaltender als gefährlich, schmerzhaft oder ablenkend. Betroffenen kann die Habituation an sensorischen Input und die Fähigkeit, sich bei der Anwesenheit funktional zu verhalten, fehlen.
Ebenso relevant ist die Differenzierung zwischen Misophonie und Tinnitus. Als Tinnitus werden allgemeingültig zusätzliche, ein- oder beidseitige Ohrgeräusche bezeichnet. Wissenschaftler wiesen auf eine Schnittmenge hinsichtlich der neurologischen Grundlage hin. Abgrenzbar macht die Syndrome jedoch der Umstand, dass Misophonie von externen, meist durch Menschen produzierte Geräusche oder Situationen ausgelöst wird und ein Tinnitus hingegen durch internal wahrgenommene, abstrakte Geräusche charakterisiert ist.
Zudem ist es wichtig zu betonen, dass weder Hyperakusis noch Misophonie einen Zusammenhang mit Hörschwellen aufweisen, dennoch aber mit normalem oder eingeschränktem Hören einhergehen können.

## Symptome
2014 wurden sowohl mögliche Reaktionen als auch die unterliegenden Geräusche charakterisiert. Zu den beobachteten Reaktionen gehören emotionale Reaktionen wie Irritation, Ärger und Wut, Frustration, Sorge und Angst sowie konative Reaktionen wie das Bedürfnis, sich zu entfernen und zu weinen, und psycho-physiologische Reaktionen wie Schmerzen, Unwohlsein, Konzentrationsverlust, Arousal und Stress. Die Auflistung korrespondierender Geräusche ist zu lang, um sie zu berichten, schließt jedoch praktisch kein Geräusch aus. Forscher wiesen faktorenanalytisch eine Reihe von Geräuschklassen und Reaktionen nach. Demnach beschreiben sie folgende Klassen:
- Essende Menschen, repetitives Tippen, Rascheln, Nasale Geräusche, Rachengeräusche, Konsonanten und Vokale und Umweltgeräusche.

Extreme Angst und Vermeidungsverhalten können entstehen, was zu sozialer Isolation oder verminderter Geselligkeit führen kann. Manche der Betroffenen stehen unter dem Zwang, das, was sie sehen oder hören, nachzuahmen.
Eine wichtige Rolle in der Forschung spielt auch die Auseinandersetzung mit der beteiligten sensorischen Information an der misophonischen Reaktion. Es wird mehrheitlich davon ausgegangen, dass auch andere sensorische Wahrnehmungsmodalitäten eine Rolle spielen. Fraglich ist jedoch, inwiefern diese beteiligt sind. Es konnte gezeigt werden, dass sowohl visuelle (z. B. Fuß- oder Körperbewegungen) als auch taktile Wahrnehmungen (z. B. Texturen bestimmter Gegenstände) beteiligt sind. Ob diese jedoch die misophonischen Reaktionen allein oder in Kombination mit auditiven Informationen auslösen, bleibt ungeklärt. Dass misophonische Reaktionen durch auditive Informationen ausgelöst werden, ist hingegen mehrheitlich belegt.

## Diagnostik

### Diagnostische Kriterien
Es existieren keine standardisierten diagnostischen Kriterien für Misophonie, da sie nicht im ICD-10 oder DSM-5 aufgeführt wird. In der Wissenschaft werden jedoch Forschungskriterien vorgeschlagen, die einen orientierenden Rahmen für wissenschaftliche Untersuchungen geben sollen.
Die in der Literatur am häufigsten zitierten diagnostischen Kriterien für Misophonie wurden 2013 von drei Psychiatern des Medizinischen Akademischen Zentrums Amsterdam formuliert. In einer Interviewstudie mit 42 Patienten schlugen die Wissenschaftler eine diskrete Klassifikation der psychiatrischen Störung vor. Trotz berechtigter Kritik an den Kriterien bieten sie einen systematischen und vergleichbaren Ansatz der wissenschaftlichen Untersuchung diagnostischer Instrumente an.
|                                                      | Beschreibung des Kriteriums |
| ---------------------------------------------------- | --- |
| 1                                                    | Die Anwesenheit oder Antizipation eines spezifischen, durch Menschen produzierten Geräusches löst eine impulsive, aversive körperliche Reaktion aus, welche mit Irritation oder Ekel beginnt und unmittelbar zu Ärger wird.   |
| 2                                                    | Dieser Ärger leitet ein tiefes Gefühl des Verlustes der Selbstkontrolle mit seltenen, aber potentiell aggressiven Wutausbrüchen ein.                                                                                          |
| 3                                                    | Das Individuum erkennt, dass der Ärger oder Ekel exzessiv, unbegründet oder unverhältnismäßig zu den Umständen oder dem auslösenden Stressor ist.                                                                             |
| 4                                                    | Das Individuum tendiert dazu, misophonische Situationen zu meiden oder wenn sie unvermeidbar sind, diese zu ertragen, was mit intensivem Unbehagen, Ärger oder Ekel einhergeht.                                               |
| 5                                                    | Der Ärger, Ekel oder die Vermeidung verursacht beim Individuum signifikanten Distress (d. h., es stört das Individuum, diesen Ärger oder Ekel zu empfinden) oder beeinträchtigt das alltägliche Leben der Person signifikant. |
| 6                                                    | Der Ärger, Ekel oder die Vermeidung können nicht besser durch eine andere Störung, wie Zwangsstörung oder Posttraumatische Belastungsstörung, erklärt werden.                                                                 |
| (Tabelle adaptiert und übersetzt aus dem Englischen) | |

### Erhebungsmethoden
In der Literatur finden sich einige Selbstberichtsverfahren (Fragebögen) und Interviews, die den Anspruch haben, Misophonie zu messen. Es muss jedoch mit einer Ausnahme festgestellt werden, dass es derzeit keine Verfahren gibt, die wissenschaftlich untersucht und deren Testgüte systematisch überprüft wurde. Im Folgenden werden einige Testverfahren aus der Fachliteratur beschrieben.

#### Misophonia Questionnaire (MQ)
Der Fragebogen gliedert sich in drei Teile, die die Präsenz von Misophonie-Symptomen (Misophonie-Symptom-Skala), die resultierenden Emotionen und Verhaltensweisen (Misophonie-Emotions- und Verhaltens-Skala) und den allgemeinen Schweregrad der Geräuschempfindlichkeit messen. Personen werden gebeten, auf einer Skala von 0 (trifft gar nicht zu/nie) bis 4 (trifft immer zu/immer) einzuschätzen, wie stark oder häufig die Aussagen auf sie selbst zutreffen.
Der Fragebogen wurde im Rahmen einer Studie an 483 Studenten in Florida untersucht. Die psychometrische Untersuchung fand nicht unabhängig statt.
Die Reliabilität (Messgenauigkeit) des Verfahrens wurde durch interne Konsistenzen (Cronbachs α) geschätzt. Für die Symptom-Skala wurde α = .86 und für die Emotions- und Verhaltens-Skala wurde α = .86 geschätzt, was als gute Ergebnisse angesehen werden.
Die Konstruktvalidität wurde durch eine exploratorische Faktorenanalyse untersucht, die eine dreifaktorielle Lösung zeigen konnte. Dies ist in Übereinstimmung mit den drei vorgeschlagenen Teilen des Fragebogens. Als Beleg für die konvergente Validität führen die Autoren hohe Korrelationen mit auditiver Überempfindlichkeit eines sensorischen Überempfindlichkeitsfragebogens (r = .50, p < .001) auf. Die Autoren sehen die niedrigeren Korrelationen mit anderen sensorischen Überempfindlichkeiten (r = .28 - .34, p < .001) als Hinweis für die diskriminante Validität.
Die folgenden Skalen sind Übersetzungen der englischen Originalversion des MQ.

##### Misophonie-Symptom-Skala
Im Vergleich zu anderen Menschen bin ich empfindlich gegenüber folgenden Geräuschen:
1. Essende Menschen (z. B. Kauen, Schlucken, Lippen, Schmatzen, Schlürfen etc.)
2. Wiederholendes Klopfen (z. B. Stift auf dem Tisch, Fuß auf dem Boden etc.)
3. Rascheln (z. B. Plastik, Papier etc.)
4. Menschen, die nasale Geräusche machen (z. B. einatmen, ausatmen, schnüffeln etc.)
5. Menschen, die Rachengeräusche machen (z. B. Räuspern, Husten etc.)
6. Bestimmte Konsonanten und/oder Vokale (z. B. „k“-Geräusche etc.)
7. Umweltgeräusche (z. B. Uhrenticken, Kühlschrankbrummen etc.)
8. Andere

##### Misophonie-Emotions- und Verhaltens-Skala
Wenn Sie sich der/des Geräusche(s) bewusst sind, wie oft tun oder erleben Sie Folgendes wegen der/des Geräusche(s):
1. Die Umgebung verlassen und sich zu einem Ort begeben, an dem die Geräusche nicht mehr gehört werden können?
2. Aktiv bestimmte Situationen, Orte, Dinge und/oder Menschen in Erwartung an das/die Geräusch(e) vermeiden?
3. Die Ohren zuhalten?
4. Ängstlich oder besorgt werden?
5. Traurig oder deprimiert werden?
6. Genervt werden?
7. Gewalttätige Gedanken haben?
8. Verärgert werden?
9. Körperlich aggressiv werden?
10. Verbal aggressiv werden?
11. Andere:

##### Allgemeiner Schweregrad der Misophonie
Bewerten Sie bitte den Schweregrad Ihrer Geräuschempfindlichkeit auf der folgenden Skala von 1 (minimal) bis 15 (sehr schwer). Berücksichtigen Sie bitte die Anzahl der Geräusche, gegenüber denen Sie empfindlich reagieren, das Maß an Stress und die Einschränkungen in Ihrem Leben wegen Ihrer Geräuschempfindlichkeiten.
| Skala    | Beschreibung |
| -------- | --- |
| 1 2 3    | Minimal innerhalb normaler oder sehr schwacher Geräuschempfindlichkeit. Ich verbringe wenig Zeit damit, mich meiner Geräuschempfindlichkeit zu widersetzen oder von ihr beeinflusst zu werden. |
| 4 5 6    | Schwache Geräuschempfindlichkeit. Schwache Geräuschempfindlichkeiten, die für mich und Beobachter bemerkbar sind, schwache Beeinträchtigung in meinem Leben verursachen und denen ich mich widersetzen kann oder für eine geringe Zeit von ihnen beeinflusst bin. Leicht von anderen ertragen.                                                             |
| 7 8 9    | Moderate Geräuschempfindlichkeit. Geräuschempfindlichkeiten, die bedeutsame Beeinträchtigungen in meinem Leben verursachen und die mich eine Menge bewusster Energie kosten, mich ihnen zu widersetzen oder durch die ich besonders beeinflusst bin. Ich benötige etwas Hilfe von anderen, um in alltäglicher Aktivität funktionieren zu können.           |
| 10 11 12 | Schwere Geräuschempfindlichkeit. Geräuschempfindlichkeiten, die für mich so erdrückend und beeinflussend sind, dass mein tägliches Leben ein „aktiver Kampf“ ist. Ich verbringe die ganze Zeit damit, mich meinen Geräuschempfindlichkeiten zu widersetzen oder von ihnen beeinflusst zu werden. Ich benötige viel Hilfe von anderen, um zu funktionieren. |
| 13 14 15 | Sehr schwere Geräuschempfindlichkeit. Geräuschempfindlichkeiten, die mich vollkommen erdrücken, sodass ich intensive Betreuung beim Essen, Schlafen und so weiter benötige. Es ist deswegen schwierig im Alltag zu funktionieren. |

#### Amsterdam Misophonia Scale (A-MISO-S)
Dieses interviewgestützte Verfahren wurde in Anlehnung an die Yale-Brown Obsessive-Compulsive Scale konstruiert und besteht aus sechs Items, die vorgeben, den Schweregrad misophonischer Symptome zu messen. Die Fragen sprechen die folgenden Themenbereiche an:
- Zeit, die durch Misophonie verbraucht wird; Einfluss auf die Funktionsfähigkeit; Höhe des Distress; Grad des Widerstandes; wahrgenommene Kontrolle über Gedanken; Vermeidungsverhalten

Die Beurteilung der Items wird dabei von einem Experten in einem Interview vorgenommen. Die A-MISO-S hat einen maximalen Testwert von 24, wobei ab einem Wert von 15 von einer schweren Misophonie ausgegangen wird. Aufgrund der wenigen Items ist dies ein sehr ökonomisches Verfahren, was jedoch keine direkten Reliabilitäts- und Validitätsbelege nachweisen kann.

#### Misophonia Assessment Questionnaire (MAQ)
Ein weniger genutzter Fragebogen in der Literatur ist der MAQ, der aus 63 Items besteht. Die Fragen konzentrieren sich auf den emotionalen Einfluss durch Misophonie und berücksichtigen mögliche soziale Probleme, die auftreten können. Es wurden keine psychometrischen Analysen berichtet.

#### Misophonia Activation Scale (MAS-1)
Diese Skala intendiert, die physischen und emotionalen Reaktionen zu messen und eine Einordnung des Schweregrades vorzunehmen. Es liegen jedoch keine psychometrischen Analysen und daher keine Belege für die Reliabilität oder Validität des Verfahrens vor.

## Epidemiologie
Studien zur Epidemiologie der Misophonie sind durch erhebliche Limitationen beschränkt und sollten mit Vorsicht interpretiert und berichtet werden, da bisher keine validen und systematischen Schätzungen der Parameter realisiert wurden. Im Folgenden werden Informationen zur Prävalenz (Häufigkeit), Inzidenz (Neuerkrankung) und Komorbidität (Begleiterkrankung) berichtet.

### Prävalenz
Daten zur Prävalenz (Häufigkeit) von Misophonie liegen nur unter Berücksichtigung erheblicher Limitationen vor, aber einige Studien lassen darauf schließen, dass sie häufiger auftritt als bisher angenommen. Unter Patienten mit Tinnitus, welcher 4-5 % der Bevölkerung betrifft, gibt es Studien, die von einer Prävalenz der Misophonie von 60 % ausgehen. Forscher errechneten außerdem konservative Prävalenzzahlen von 3,2 % der Misophonie für die Gesamtbevölkerung aus Daten von Tinnituspatienten, indem sie durch die Schätzung der Prävalenz von Geräuschintoleranz bei Tinnituspatienten (60 %) und der korrespondierenden Prävalenz von 92 % der geräuschintoleranten Patienten mit Misophonie eine Misophonie-Prävalenz ableiteten. Eine Studie aus dem Jahr 2010 hat unter Tinnituspatienten eine Prävalenz von 10 % gemessen. In einer Dissertation aus dem Jahr 2015 wurden von 375 Personen 35 % mit allgemeiner auditiver Überempfindlichkeit festgestellt, wovon 15–63 % Misophonie-Symptome aufwiesen. Darüber hinaus kommt eine Studie mit 483 Studenten aus Florida zu einer Inzidenz von 19,9 %, die jedoch nicht als konservatives Maß bezeichnet werden kann und daher unter Umständen den wahren Wert überschätzt.

### Komorbidität
Studien zeigten Hinweise, dass Misophonie anderen neuropsychiatrischen Störungen zugeordnet werden könnte oder zumindest mit ihnen zusammenhängt. Dies wurde für Zwangsstörungen in pädiatrischem Kontext gezeigt. Eine niederländische Studie aus dem Jahr 2013 mit einer Gruppe aus 42 Patienten mit Misophonie hat eine geringe Häufigkeit (2,4 – 7,1 %) von komorbiden psychischen Störungen festgestellt, mit Ausnahme der zwanghaften Persönlichkeitsstörung (52,4 %). Auch für neurologische Entwicklungsstörungen wie Autismus konnte eine Überschneidung gezeigt werden. Forscher kamen 2014 zu dem Ergebnis, dass in einer Stichprobe mit 184 Misophonie-Betroffenen rund 5 % zudem von einer psychischen Störung betroffen waren. Dies kann belegen, dass die Anwesenheit psychischer Störungen keine Rolle in der Beschreibung misophonischer Reaktionen spielen könnte.
Eine aktuelle Studie aus 2018 mit 826 Teilnehmenden untersuchte, inwiefern der Schweregrad der Misophonie durch Angstsensibilität und indirekt durch Zwangssymptome erklärt werden kann. Das gesamte Modell erklärt dabei 9 % der Varianz des Misophonie-Schweregrades (R² = .09, p < .001). Der direkte Effekt von Angstsensibilität auf den Schweregrad ist mit {\displaystyle {\hat {\beta }}_{2}}= .06 klein und auch der indirekte Effekt von Angstsensibilität über Zwangssymptome auf den Schweregrad ist mit {\displaystyle {\hat {\beta }}_{1}}· {\displaystyle {\hat {\beta }}_{3}}= .08 klein. Darüber hinaus berichten die Autoren hohe Korrelationen von Zwangssymptomen mit Misophonie-Symptomen (r = .42, p < .001). Insgesamt sprechen die Ergebnisse für einen Zusammenhang mit Zwangssymptomen.
Da jedoch in den meisten Studien der Begriff Misophonie eher wenig trennscharf verwendet wird und auch so interpretiert wird, wenn Störungen der Sinnesverarbeitung vorliegen, sind die Argumente nur bedingt valide. Daher müssen weitere, repräsentative und größere Stichproben erhoben werden, bei denen die Komorbidität systematisch untersucht wird. Bisher konnten eher eine Abgrenzung zu anderen Störungen und ein geringes Erklärungspotential psychischer Störungen an Misophonie gezeigt werden.

## Ursachen
Einige Wissenschaftler führen neurologische Mechanismen als zugrundeliegenden Prozess der Misophonie an. Demnach funktioniert das auditive System zwar normal, jedoch ist die Vernetzung zwischen auditivem System, dem limbischen System und dem autonomen Nervensystem für bestimmte Geräusche erhöht. So scheinen unbewusste Prozesse eine dominante Rolle in der Überaktivierung des Nervensystems zu spielen. Es wird spekuliert, dass die Anomalie zentraler ist als die bei der Hyperakusis.
Der gesamte Verarbeitungsprozess ist jedoch nicht abschließend geklärt und wird daher als potentieller Mechanismus bezeichnet. Ein Geräusch löst eine subkortikale und daher unbewusste Prozessierung aus. Daraufhin werden sowohl Informationen an das limbische System (emotionale Assoziationen) als auch an auditive und andere kortikale Areale, in denen die bewusste Wahrnehmung und Bewertung des Geräusches geschieht, weitergeleitet. Die Wahrnehmung und Evaluation des Geräusches kann daraufhin wieder emotionale Assoziationen auslösen und das autonome System aktivieren, wodurch die autonomen Reaktionen der Misophonie erklärt werden.
In einer Übersichtsstudie von 2021 wurden Einzelstudien zu dieser Frage dargestellt und bewertet.

## Behandlung
Studien zur Behandlung von Misophonie sind mehrheitlich (Einzel-)Fallstudien. Es können daher keine Rückschlüsse auf die Allgemeinheit der Patienten mit Misophonie bezüglich der Wirksamkeit der Behandlung oder anderer Variablen der Studien gezogen werden. Aus diesem Grund sind diese Ergebnisse orientierend und hypothesengenerierend zu interpretieren und werden hier nicht berichtet. Nur wenige Studien untersuchten Behandlungsansätze an einer ausreichend großen Stichprobe. Bisher gibt es keine randomisiert kontrollierte Studie zur Behandlung der Misophonie, die eine wichtige Voraussetzung für die Güte einer Behandlungsstudie ist. Untersuchungen fokussieren sich auf verhaltenstherapeutische und neurologische Ansätze.

### Kognitive Verhaltenstherapie

#### Konfrontationstherapie
Einige Wissenschaftler vermuten, dass Misophonie einerseits nicht direkt durch Habituation (Gewöhnung) in Konfrontationen mit Triggergeräuschen zu behandeln ist oder andererseits nur bei Misophonie-Patienten mit Stress- oder Angstsymptomen statt Ärgersymptomen wirksam ist. Die Wirksamkeit direkter Konfrontation ist jedoch nicht systematisch im Hinblick auf Misophonie untersucht und bedarf daher expliziter wissenschaftliche Belege.
Eine qualitative, randomisierte Studie mit 18 Patienten, die bereits vor Studienbeginn in den Behandlungsprozess eingebunden waren, konnte zeigen, dass sich bei einigen Patienten keine direkte Habituation innerhalb der Behandlungsstunde mit einfacher Konfrontation zeigte. Aus diesem Grund adaptierten die Autoren die Konfrontation und entwickelten ein inhibitorisches (hemmendes) Lernmodell, durch das die Patienten bestimmte Strategien erlernen, die zwischen den Behandlungsstunden positive Veränderungen bewirken sollten. Die Strategien umfassen folgende Bereiche:
- Veränderung der negativen Erwartungen (Auflösen stabiler negativer Erwartungen)
- Extinktion (Löschung)
- Wahrnehmung von Stimulusvariabilität (natürliche Veränderung in den Geräuschen statt stabile negative Wahrnehmung)
- Beseitigung von Sicherheitssignalen, die Vermeidungsverhalten auslösen

Die Autoren kamen durch Behandlungsprotokolle zu dem Ergebnis, dass die Patienten einen Nutzen aus den erlernten Strategien ziehen konnten. Da die Studie keine quantitativen Belege aufweist, sollten nachfolgende Studien die Ergebnisse in Bezug auf die Wirksamkeit des inhibitorischen Lernmodells belegen.

#### Wirksamkeit kognitiv-verhaltenstherapeutischer Techniken
Eine niederländische Studie mit 90 Patienten untersuchte erstmals systematisch die Behandlung im Rahmen einer kognitiven Verhaltenstherapie. Die Studie ist als offener quasi-experimenteller Versuchsplan mit Kontrollgruppe und Prätest-Posttest (Vorher-Nachher-Vergleich) angelegt.
Alle Patienten wurden zum Zeitpunkt vor der Behandlung mit der Symptom-Checklist-90 (SCL-90) und der A-MISO-S interviewt, um sicherzugehen, dass die diagnostischen Kriterien einer Misophonie erfüllt sind. Im Anschluss an die Behandlung wurde erneut die A-MISO-S und zusätzlich die Clinical Global Impression-Improvement Scale (CGI-I; Instrument zur Einschätzung der Verbesserung) durchgeführt.
Die Behandlung wurde als Gruppensitzung konzipiert und umfasste vier Techniken der kognitiven Verhaltenstherapie, von denen erwartet wurde, dass sie einen positiven Einfluss auf die Symptomatik der Misophonie haben.
1. Konzentrationsübungen
2. Gegenkonditionierung
3. Stimulusmanipulation
4. Entspannungsübungen

48 % der Patienten erreichte eine sehr starke oder starke Verbesserung und eine Reduktion von mindestens 30 % der Misophonie-Symptome. Im Durchschnitt verringerte sich der A-MISO-S-Wert der Patienten signifikant von 13,6 (moderate Misophonie) vor der Behandlung auf 9,1 (leichte Misophonie) nach der Behandlung (t = −12.198, df = 89, p < .001). Das Ergebnis spricht für eine Verbesserung nach der Behandlung durch Techniken der kognitiven Verhaltenstherapie.
Die Studie unterliegt trotz ihrer großen Stichprobe und des quasi-experimentellen Designs einigen Limitationen. Die A-MISO-S ist bisher nicht validiert und daher als Messung fraglich. Da Patienten zudem nicht randomisiert zu den Gruppen zugeordnet wurden, kann nicht streng sichergestellt werden, dass Unterschiede in den Gruppen direkt auf die Behandlung zurückgeführt werden können. Weiterhin wurden keine anhaltenden Effekte des Therapieerfolges untersucht, da keine Follow-up-Erhebung stattfand. Aus diesen Gründen sind die Ergebnisse mit Vorsicht zu interpretieren, jedoch gleichermaßen auch ein Hinweis auf die Wirksamkeit einiger kognitiv-verhaltenstherapeutischer Interventionen.

### Tinnitus-Retraining-Therapie (TRT)
Die Tinnitus-Retraining-Therapie ist eine Behandlungsmethode, die 1990 ursprünglich zur Behandlung von Patienten mit Tinnitus entwickelt wurde. Die Basis dieser Behandlung bildet ein neurophysiologisches Modell, das, wie oben beschrieben, auch auf Misophonie übertragbar ist. Mit mehr als 100 Publikationen zu dieser Behandlungsform und einer randomisiert kontrollierten Studie ist die Wirksamkeit in Bezug auf Patienten mit Tinnitus gut belegt. Einige Studien zeigen auch Hinweise auf die Wirksamkeit bei der Behandlung der Misophonie.
Da sich Misophonie im Vergleich zu Tinnitus darin unterscheidet, dass das auslösende Signal externer und nicht interner Natur ist, wurde die TRT von ihren Begründern adaptiert.
Die Behandlung der Misophonie mittels TRT stützt sich daher einerseits auf spezielle Beratung und andererseits auf die Abschwächung und Beseitigung dysfunktionaler neuronaler Verbindungen zwischen dem auditiven System, limbischen System und autonomen Nervensystem. Das Prinzip der Extinktion (Löschung) und systematische Desensibilisierung eines konditionierten Reflexes stehen hinter dieser Methode. Dies geschieht vorwiegend durch die Verbindung des als belastend wahrgenommenen Geräusches mit positiv erlebten Geräuschen.

## Gesellschaft und Kultur
Misophonie-Betroffene in Deutschland haben Online-Betroffenengruppen gegründet, auf denen sich über das Syndrom ausgetauscht wird. Dies findet insbesondere über Facebook regen Zulauf.
2016 wurde ein englischsprachiger Dokumentarfilm von Jeffrey Scott Gould mit dem Titel Quiet Please über Misophonie veröffentlicht.
Im Jahr 2020 wurde der Ig-Nobelpreis für Medizin an ein niederländisches Forschungsteam verliehen, das in zwei Studien Misophonie untersucht hatte.